# 马迪尼亚诺
马迪尼亚诺（義大利語：Madignano），是意大利克雷莫纳省的一个市镇。总面积10.77平方公里，人口3029人，人口密度281.2人/平方公里（2009年）。国家统计（ISTAT）代码为019055。